# Magnolia (Carolina do Norte)
Magnolia é uma cidade  localizada no estado norte-americano de Carolina do Norte, no Condado de Duplin.

## Demografia
Segundo o censo norte-americano de 2000, a sua população era de 932 habitantes.
Em 2006, foi estimada uma população de 981, um aumento de 49 (5.3%).

## Geografia
De acordo com o United States Census Bureau tem uma área de 2,7 km², dos quais 2,7 km² cobertos por terra e 0,0 km² cobertos por água.

## Localidades na vizinhança
O diagrama seguinte representa as localidades num raio de 16 km ao redor de Magnolia.